# ЕТА
Вижте пояснителната страница за други значения на Ета.
ЕТА (на баски: Euskadi Ta Askatasuna) или Баско отечество и свобода е баска организация, която заявява, че се бори за независимост на Баския.
ЕТА, чийто символ е брадва, около която се е увила змия, е основана на 31 юли 1959 г. от студенти националисти, вдъхновени от марксизма-ленинизма, които обвиняват Баската националистическа партия (умерена, на власт в Страната на баските от 1980 г.) в бездействие пред лицето на франкизма. Πостепенно прераства в организация, поставяща си за цел независимостта на Страната на баските. Възприема терористични методи на борба. За 50-те ѝ години действие в терористични атентати срещу гражданството на Испания и автономните провинции на кралството нейни жертви стават над 850 души.
Нейното политическо лице е партията Батасуна, забранена през 2003 г. от испанското правосъдие и днес лишена от политическо и обществено представителство в Испания.
В началото на XXI век, отслабена от водената срещу нея борба от испанските и френски органи за сигурност, през март 2006 г. ЕТА обявява примирие. След това правителството на испанския министър-председател Сапатеро започва преговори с политическото ѝ крило Батасуна в опит за мирно уреждане на баския проблем. Журдан Мартитеги, за когото се предполага, че е главният военен ръководител на баската сепаратистка организация ЕТА, бе арестуван на 18.04.2009 в Перпинян, Югоизточна Франция.
Близо двуметровият Мартитеги, наричан „гиганта“, е смятан за едно от най-опасните издирвани лица в Испания и Франция.
Примирието е нарушено през 2009 г. Атентат, приписван на ЕТА, бе извършен през нощта на 9 срещу 10 юли в град Дуранго. На 29.07.2009 тридесет и седем души бяха ранени при взрив на зареден с експлозив автомобил близо до казарма на полицията в северния испански град Бургос. За разлика от множество предишни нападения полицията не е била уведомена за предстоящ атентат, каквато е практиката на ЕТА.
На 05 септември 2010 г. ЕТА спира терористични действия